# Specie di Eulophia
Elenco delle specie di Eulophia.

## A
- Eulophia abyssinica Rchb.f., 1850

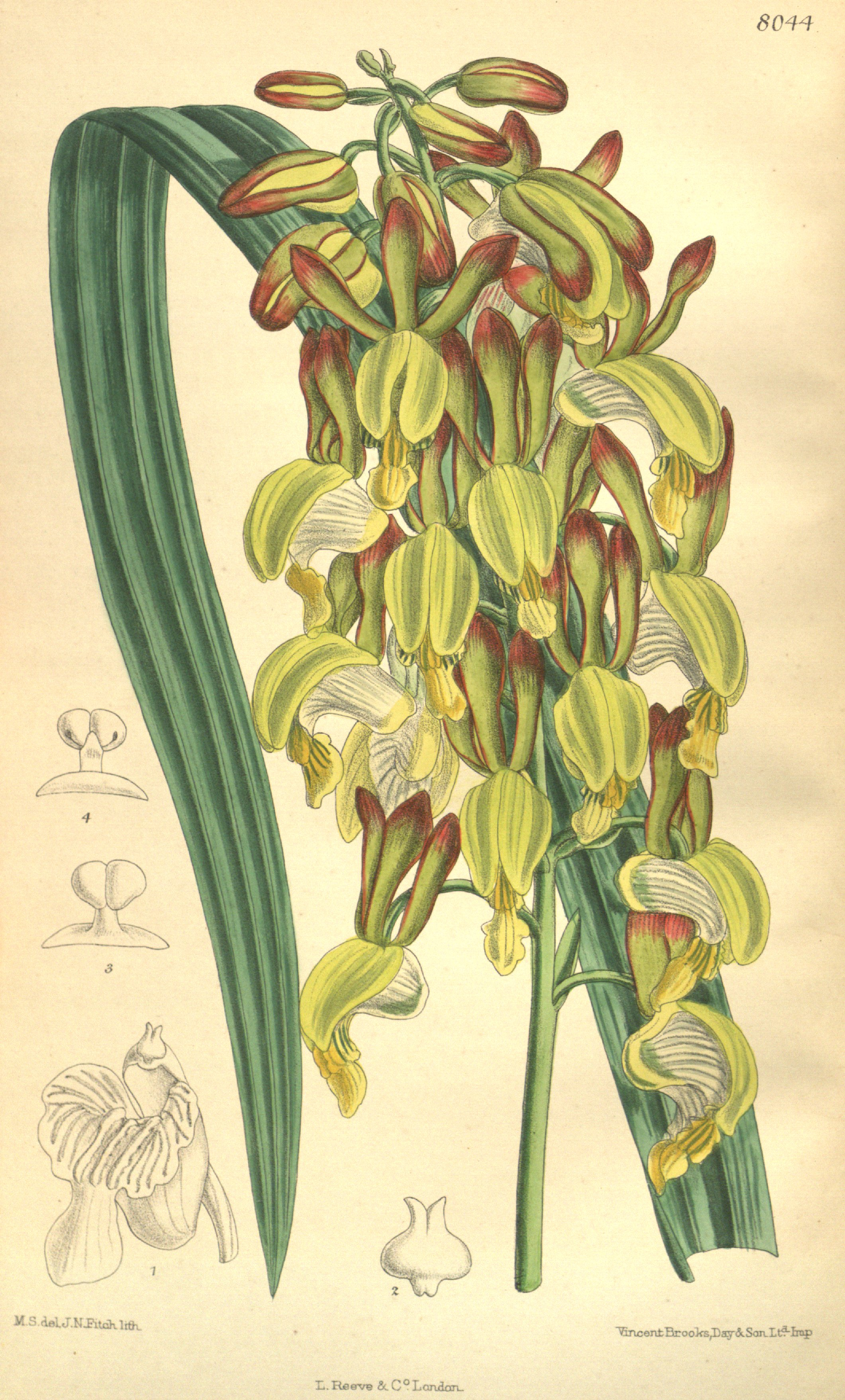
Eulophia angolensis

- Eulophia aculeata (L.f.) Spreng., 1826
- Eulophia acutilabra Summerh., 1927
- Eulophia adenoglossa (Lindl.) Rchb.f., 1878
- Eulophia albobrunnea Kraenzl., 1902
- Eulophia aloifolia Welw. ex Rchb.f., 1867
- Eulophia alta (L.) Fawc. & Rendle, 1910
- Eulophia amblyosepala (Schltr.) Butzin, 1975
- Eulophia andamanensis Rchb.f., 1872
- Eulophia angolensis (Rchb.f.) Summerh., 1958
- Eulophia angornensis (Rchb.f.) P.J.Cribb, 1998
- Eulophia angustilabris Seidenf., 1985
- Eulophia antunesii Rolfe, 1889
- Eulophia arenicola Schltr., 1903
- Eulophia aurantiaca Rolfe, 1897

## B
- Eulophia barteri Summerh., 1936
- Eulophia bicallosa (D.Don) P.F.Hunt & Summerh., 1966
- Eulophia biloba Schltr., 1899
- Eulophia bisaccata Kraenzl., 1902
- Eulophia borbonica Bosser, 2002
- Eulophia borneensis Ridl., 1896
- Eulophia bouliawongo (Rchb.f.) J.Raynal, 1966
- Eulophia brachycentra Hayata
- Eulophia bracteosa Lindl., 1833
- Eulophia brenanii P.J.Cribb & la Croix, 1998
- Eulophia brevipetala Rolfe
- Eulophia buettneri (Kraenzl.) Summerh., 1936
- Eulophia × burundiensis Arbonn. & Geerinck

## C
- Eulophia calantha Schltr., 1903

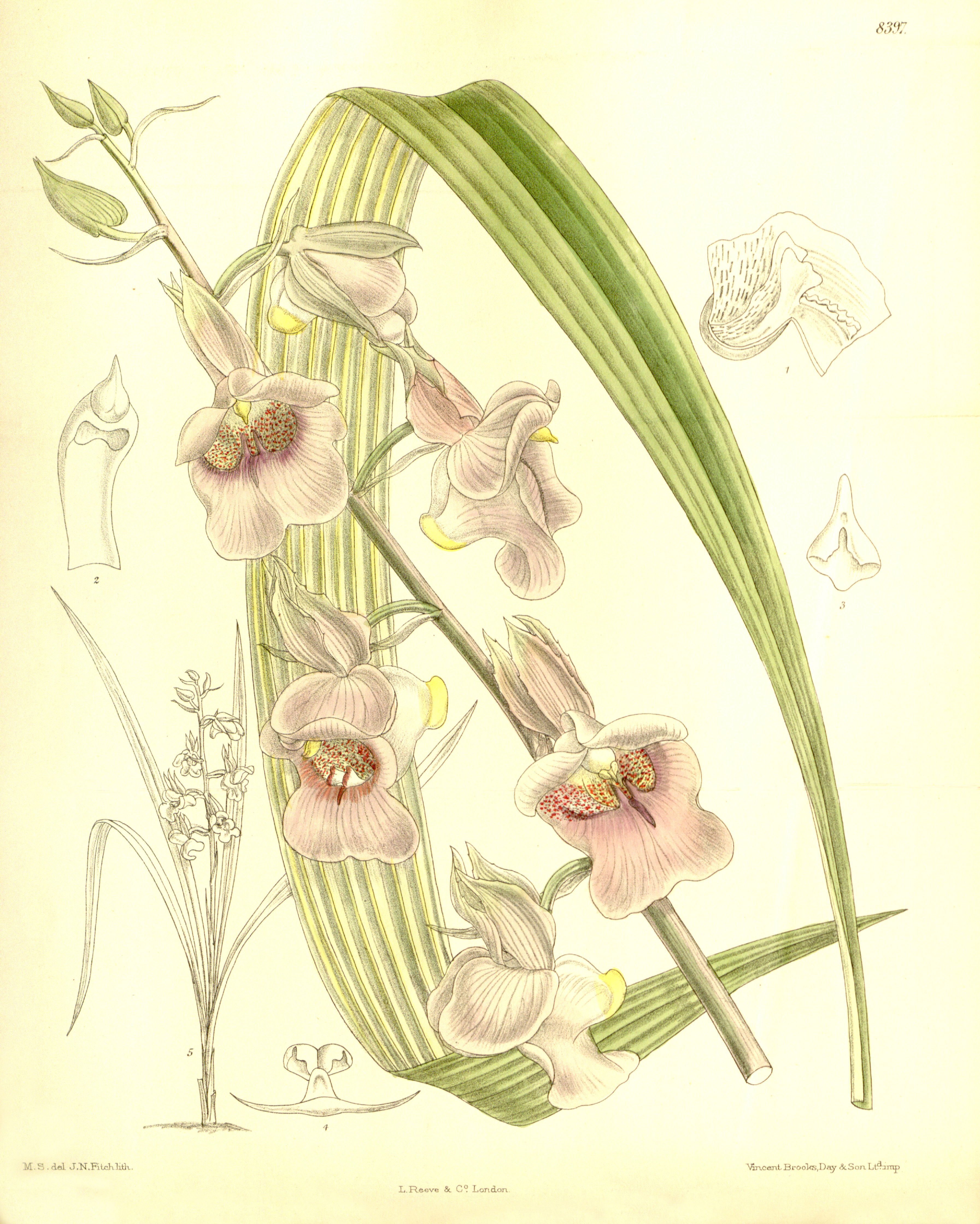
Eulophia cucullata

- Eulophia calanthoides Schltr., 1895
- Eulophia callichroma Rchb.f., 1881
- Eulophia campbellii Prain, 1904
- Eulophia caricifolia (Rchb.f.) Summerh., 1936
- Eulophia carsonii Rolfe, 1897
- Eulophia chaunanthe Seidenf., 1983
- Eulophia chilangensis Summerh., 1927
- Eulophia chlorantha Schltr., 1895
- Eulophia chrysoglossoides Schltr., 1906
- Eulophia clandestina (Börge Pett.)
- Eulophia clitellifera (Rchb.f.) Bolus, 1889
- Eulophia coddii A.V.Hall, 1965
- Eulophia coeloglossa Schltr., 1903
- Eulophia cooperi Rchb.f., 1881
- Eulophia corymbifera J.M.H.Shaw
- Eulophia corymbosa Schltr., 1903
- Eulophia cristata (Afzel. ex Sw.) Steud., 1840
- Eulophia cucullata (Afzel. ex Sw.) Steud., 1840

## D
- Eulophia dabia (D.Don) Hochr., 1910
- Eulophia dactylifera P.J.Cribb, 1977
- Eulophia dahliana Kraenzl., 1896
- Eulophia densiflora Lindl., 1859
- Eulophia dentata Ames, 1911
- Eulophia distans (Summerh.) ined.
- Eulophia divergens Fritsch, 1901
- Eulophia dufossei Guillaumin, 1930

## E

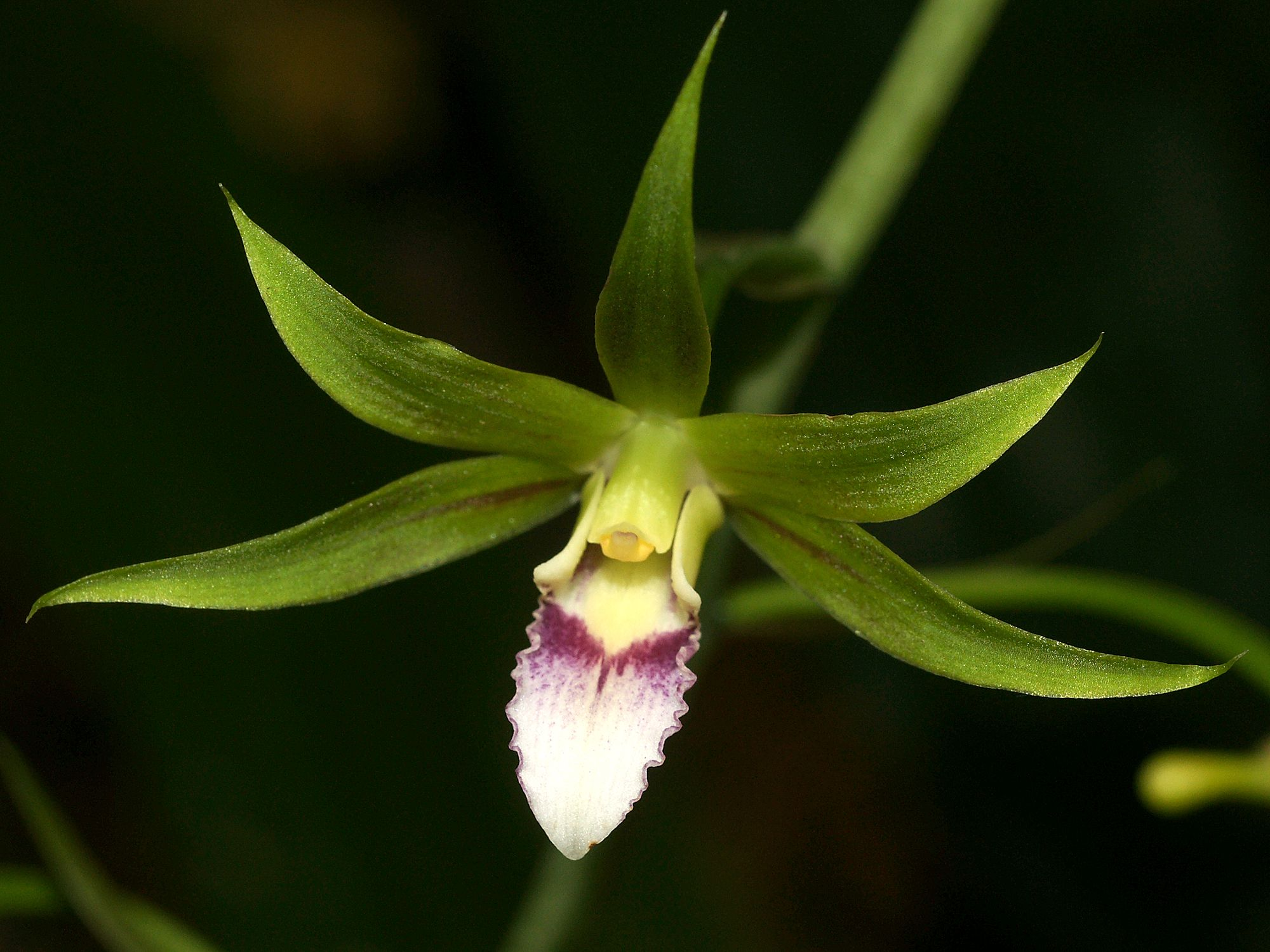
Eulophia euglossa

- Eulophia ecristata (Fernald) Ames, 1904
- Eulophia elegans Schltr., 1915
- Eulophia ensata Lindl., 1828
- Eulophia ephippium (Rchb.f.) Butzin, 1975
- Eulophia epidendraea (J.König ex Retz.) C.E.C.Fisch., 1928
- Eulophia epiphanoides Schltr., 1915
- Eulophia euantha Schltr., 1915
- Eulophia euglossa (Rchb.f.) Rchb.f. ex Bateman, 1866
- Eulophia eustachya (Rchb.f.) Geerinck, 1988
- Eulophia exaltata Rchb.f., 1857
- Eulophia explanata Lindl., 1833
- Eulophia eylesii Summerh., 1937

## F
- Eulophia falcatiloba Szlach. & Olszewski
- Eulophia fernandeziana Geerinck, 1990
- Eulophia filifolia Bosser & Morat (2001
- Eulophia flava (Lindl.) Hook.f., 1890
- Eulophia flavopurpurea (Rchb.f.) Rolfe, 1897
- Eulophia foliosa (Lindl.) Bolus, 1882
- Eulophia fridericii (Rchb.f.) A.V.Hall, 1965

## G

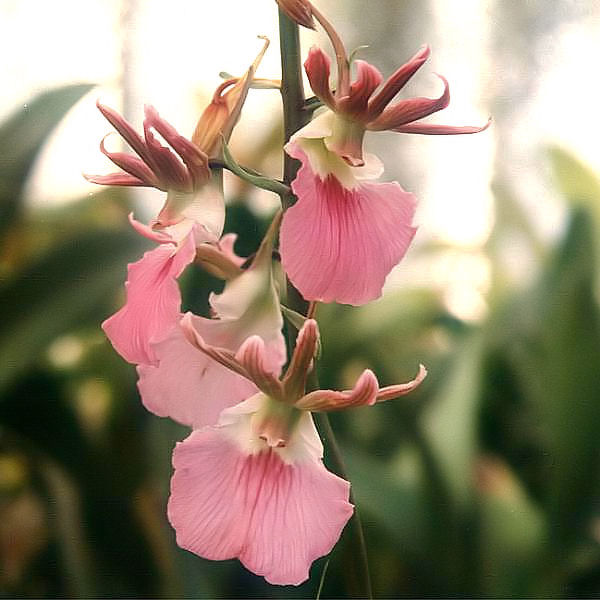
Eulophia guineensis

- Eulophia galeoloides Kraenzl., 1898
- Eulophia gastrodioides Schltr., 1899
- Eulophia gonychila Schltr., 1903
- Eulophia gracilis Lindl., 1823
- Eulophia graminea Lindl., 1833
- Eulophia grandidieri H.Perrier, 1935
- Eulophia guineensis Lindl., 1823 - specie tipo

## H
- Eulophia herbacea Lindl., 1833
- Eulophia hereroensis Schltr., 1896
- Eulophia hians Spreng.
- Eulophia hirschbergii Summerh. , 1958
- Eulophia hologlossa Schltr., 1913
- Eulophia holubii Rolfe , 1897
- Eulophia horsfallii (Bateman) Summerh.

- Eulophia huttonii Rolfe

## I
- Eulophia ibityensis Schltr., 1925

## J
- Eulophia javanica J.J.Sm., 1921
- Eulophia juncifolia Summerh., 1958

## K
- Eulophia kamarupa Sud.Chowdhury, 1993
- Eulophia katangensis (De Wild.) De Wild., 1919
- Eulophia kyimbilae Schltr., 1915

## L
- Eulophia lagaligo Metusala
- Eulophia latilabris Summerh., 1936
- Eulophia laurentii (De Wild.) Summerh., 1960
- Eulophia leachii Greatrex ex A.V.Hall, 1965
- Eulophia lejolyana Geerinck, 1990
- Eulophia lenbrassii Ormerod (2003
- Eulophia leonensis Rolfe, 1897
- Eulophia leontoglossa Rchb.f., 1881
- Eulophia litoralis Schltr., 1899
- Eulophia livingstoneana (Rchb.f.) Summerh., 1947
- Eulophia longisepala Rendle, 1894

## M
- Eulophia macaulayae Summerh., 1927
- Eulophia mackinnonii Duthie, 1902
- Eulophia macowanii Rolfe, 1912
- Eulophia macra Ridl., 1886
- Eulophia macrantha Rolfe, 1897
- Eulophia macrobulbon (C.S.P.Parish & Rchb.f.) Hook.f., 1890
- Eulophia malangana (Rchb.f.) Summerh., 1956
- Eulophia mangenotiana Bosser & Veyret, 1970
- Eulophia mannii (Rchb.f.) Hook.f., 1890
- Eulophia massokoensis Schltr., 1915
- Eulophia mechowii (Rchb.f.) T.Durand & Schinz, 1894
- Eulophia megistophylla Rchb.f.
- Eulophia meleagris Rchb.f., 1847
- Eulophia milnei Rchb.f., 1881
- Eulophia monantha W.W.Sm., 1921
- Eulophia monile Rchb.f., 1867
- Eulophia monotropis Schltr., 1916
- Eulophia monticola Rolfe, 1897
- Eulophia montis-elgonis Summerh., 1932
- Eulophia moratii N.Hallé , 1977
- Eulophia mumbwaensis Summerh., 1927

## N
- Eulophia nervosa H.Perrier, 1935
- Eulophia nicobarica N.P.Balakr. & N.G.Nair, 1976
- Eulophia nuda Lindl.
- Eulophia nuttii Rolfe, 1897
- Eulophia nyasae Rendle, 1894

## O
- Eulophia obscura P.J.Cribb, 1977
- Eulophia obstipa P.J.Cribb & la Croix, 1998
- Eulophia obtusa (Lindl.) Hook.f., 1890
- Eulophia ochreata Lindl., 1859
- Eulophia odontoglossa Rchb.f., 1846
- Eulophia orthoplectra (Rchb.f.) Summerh., 1939
- Eulophia ovalis Lindl., 1836

## P

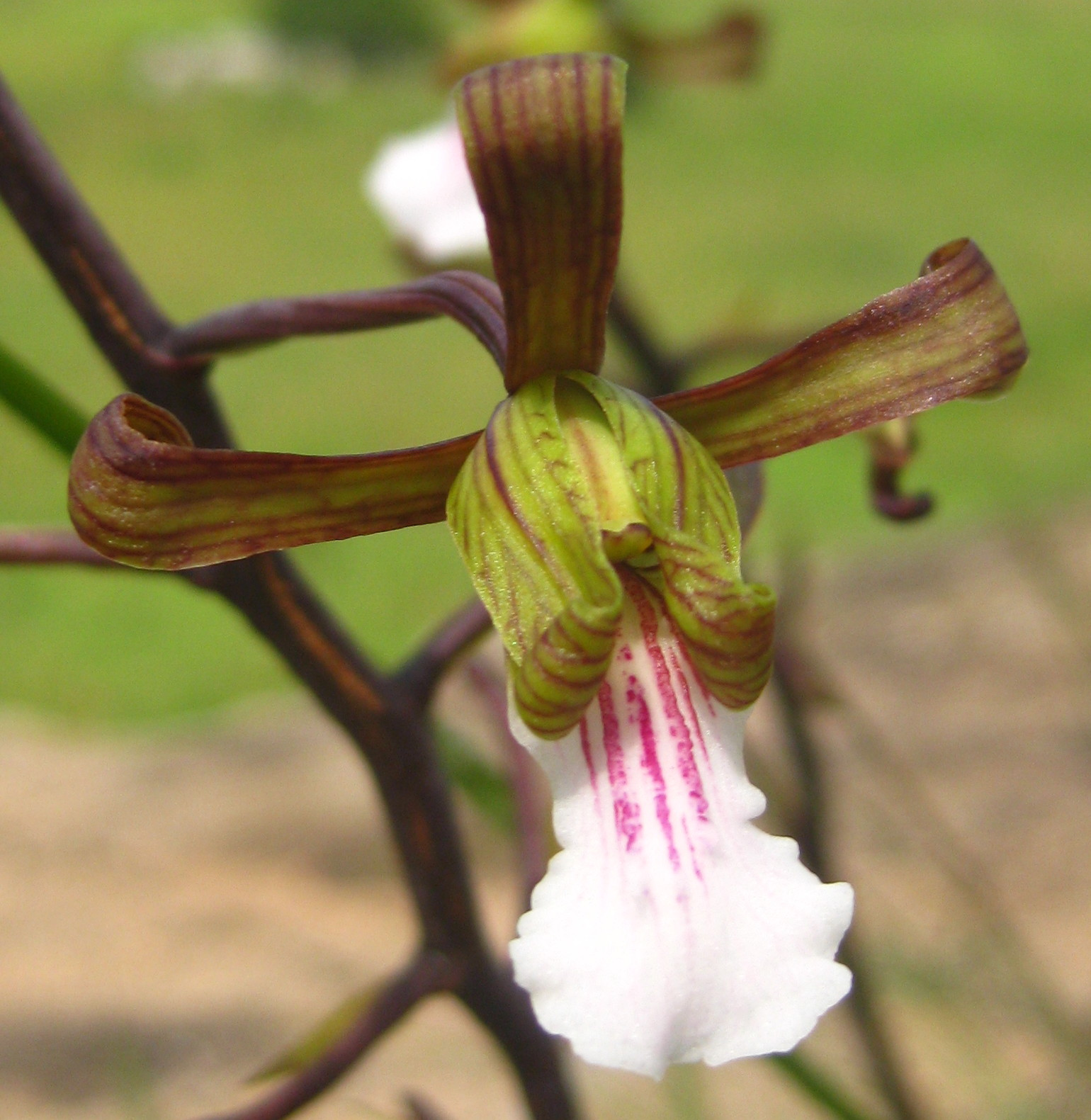
Eulophia petersii

- Eulophia parilamellata Butzin, 1975
- Eulophia parviflora (Lindl.) A.V.Hall, 1965
- Eulophia parvilabris Lindl., 1836
- Eulophia parvula (Rendle) Summerh., 1957
- Eulophia pauciflora Guillaumin, 1930
- Eulophia pelorica D.L.Jones & M.A.Clem. (2004
- Eulophia penduliflora Kraenzl., 1901
- Eulophia perrieri Schltr., 1913
- Eulophia petersii (Rchb.f.) Rchb.f., 1865
- Eulophia × pholelana H.Kurze & O.Kurze
- Eulophia pileata Ridl., 1885
- Eulophia plantaginea (Thouars) Rolfe ex Hochr., 1908
- Eulophia platypetala Lindl., 1836
- Eulophia pocsii Eb.Fisch., Killmann, J.-P.Lebel & Delep.
- Eulophia pottsii (P.M.Br. & DeAngelis) J.M.H.Shaw
- Eulophia pratensis Lindl., 1859
- Eulophia promensis Lindl., 1833
- Eulophia protearum Rchb.f., 1867
- Eulophia pulchra (Thouars) Lindl., 1833
- Eulophia pyrophila (Rchb.f.) Summerh., 1947

## R
- Eulophia ramifera Summerh., 1958
- Eulophia ramosa Ridl., 1885
- Eulophia rara Schltr., 1915
- Eulophia reticulata Ridl., 1885
- Eulophia rhodesiaca Schltr., 1916

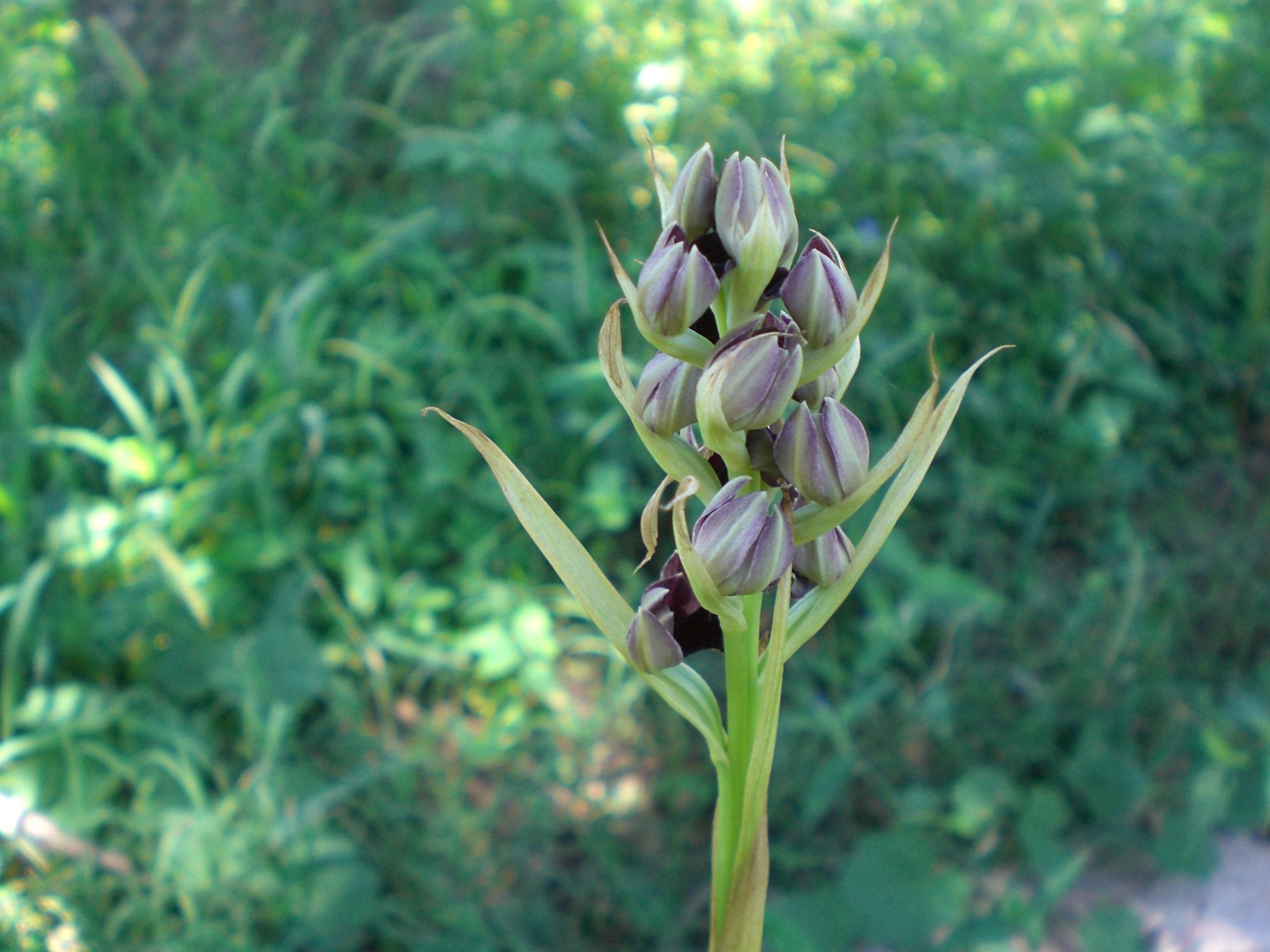
Eulophia ruwenzoriensis

- Eulophia richardsiae P.J.Cribb & la Croix, 1997
- Eulophia rolfeana Kraenzl., 1903
- Eulophia rugulosa Summerh., 1958
- Eulophia rutenbergiana Kraenzl., 1882
- Eulophia ruwenzoriensis Rendle, 1895

## S
- Eulophia sabulosa Schltr., 1915

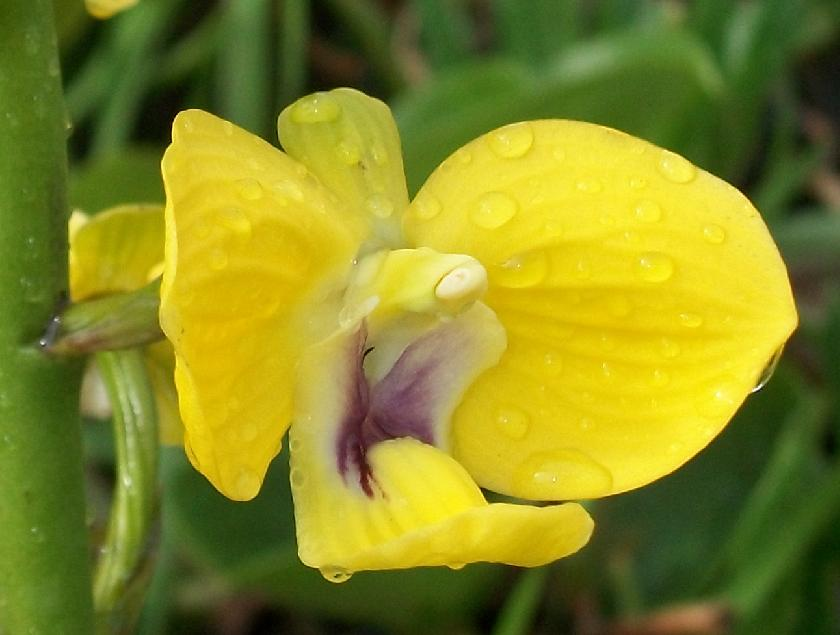
Eulophia speciosa

- Eulophia saxicola P.J.Cribb & G.Will., 1977
- Eulophia schaijesii Geerinck, 1985
- Eulophia schweinfurthii Kraenzl., 1893
- Eulophia seleensis (De Wild.) Butzin, 1975
- Eulophia siamensis Rolfe ex Downie, 1925
- Eulophia sooi Chun & Tang ex S.C.Chen, 1999
- Eulophia sordida Kraenzl., 1902
- Eulophia speciosa (R.Br. ex Lindl.) Bolus, 1889
- Eulophia stachyodes Rchb.f., 1878
- Eulophia stenopetala Lindl., 1859
- Eulophia stenoplectra Summerh., 1958
- Eulophia streptopetala Lindl., 1826
- Eulophia stricta Rolfe, 1897
- Eulophia subsaprophytica Schltr., 1915
- Eulophia subulata Rendle, 1895
- Eulophia suzannae Geerinck, 1990
- Eulophia sylviae Geerinck, 1990

## T
- Eulophia tabularis (L.f.) Bolus, 1888
- Eulophia taitensis Pfennig & P.J.Cribb, 1977
- Eulophia taiwanensis Hayata
- Eulophia tanganyikensis Rolfe, 1897
- Eulophia tenella Rchb.f., 1847
- Eulophia thomsonii Rolfe, 1897
- Eulophia toyoshimae Nakai, 1920
- Eulophia tricristata Schltr., 1903
- Eulophia trilamellata De Wild., 1919
- Eulophia tuberculata Bolus, 1889

## U
- Eulophia ukingensis Schltr., 1915

## V
- Eulophia venosa (F.Muell.) Rchb.f. ex Benth., 1873
- Eulophia venulosa Rchb.f., 1881
- Eulophia vinosa McMurtry & G.McDonald

## W
- Eulophia walleri (Rchb.f.) Kraenzl., 1895
- Eulophia welwitschii (Rchb.f.) Rolfe, 1889
- Eulophia wendlandiana Kraenzl., 1897

## Z
- Eulophia zeyheriana Sond., 1846
- Eulophia zollingeri (Rchb.f.) J.J.Sm., 1905